# Main invisible

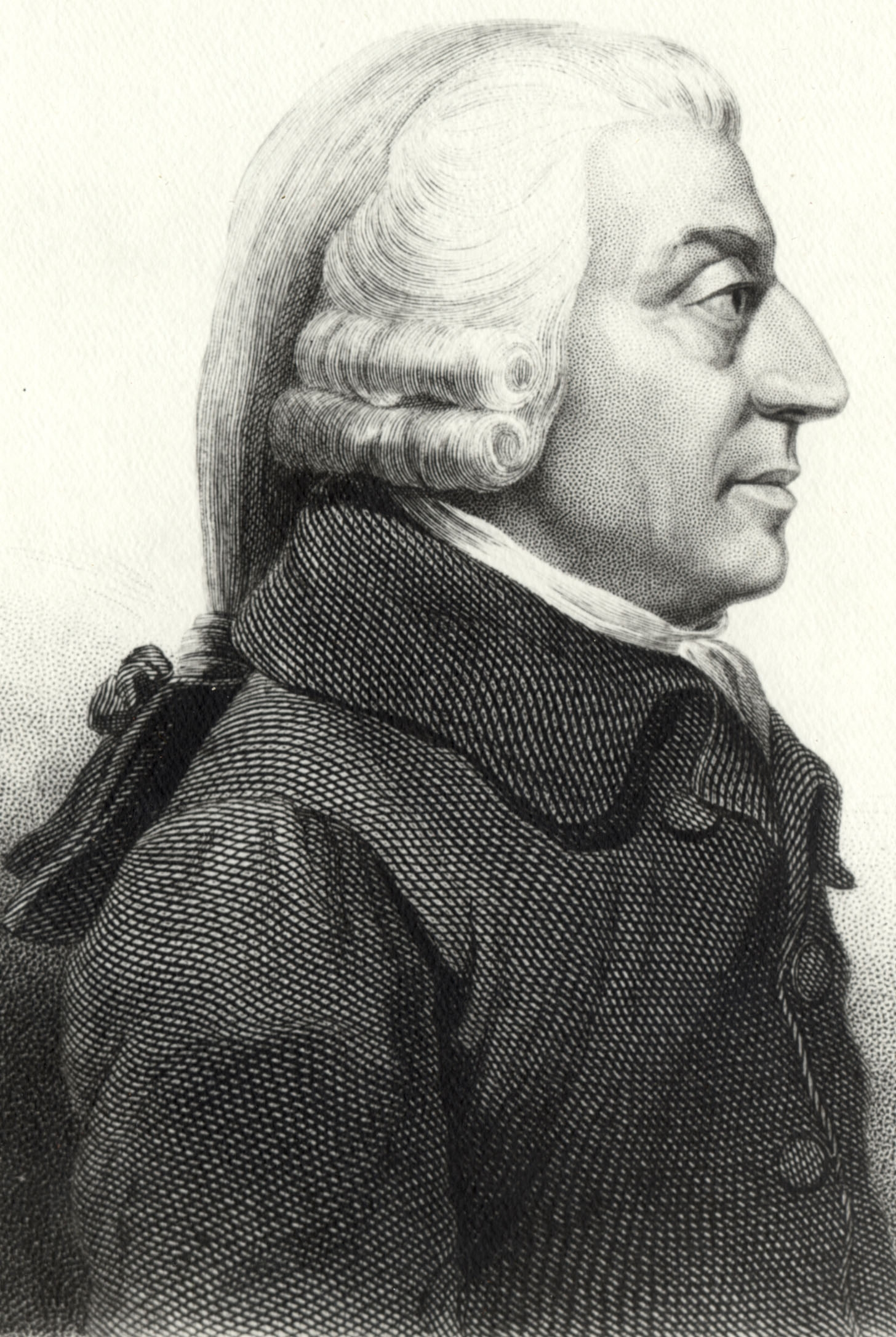
Adam Smith.

Dans le domaine socio-économique, la main invisible est une expression (forgée par Adam Smith) qui désigne la théorie selon laquelle l'ensemble des actions individuelles des acteurs économiques, guidées (par définition) uniquement par l'intérêt personnel de chacun, contribuent à la richesse et au bien commun.

## Passages où Smith emploie l'expression
La main invisible est une expression employée à trois reprises dans l'œuvre d'Adam Smith :
- dans History of Astronomy :

« Car il peut être observé que dans toutes les religions polythéistes, parmi les sauvages comme dans les âges les plus reculés de l'Antiquité, ce sont seulement les événements irréguliers de la nature qui sont attribués au pouvoir de leurs dieux. Les feux brûlent, les corps lourds descendent et les substances les plus légères volent par la nécessité de leur propre nature ; on n'envisage jamais de recourir à la « main invisible de Jupiter » dans ces circonstances. Mais le tonnerre et les éclairs, la tempête et le soleil, ces événements plus irréguliers sont attribués à sa colère. »

— Adam Smith « History of Astronomy », 1755~, in W.P.D Wightman and J.C Bryce (eds), Adam Smith Essays on Philosophical Subjets, Clarendon Press, 1981, p. 49
- dans la Théorie des sentiments moraux[2] :

« Le produit du sol fait vivre presque tous les hommes qu'il est susceptible de faire vivre. Les riches choisissent seulement dans cette quantité produite ce qui est le plus précieux et le plus agréable. Ils ne consomment guère plus que les pauvres et, en dépit de leur égoïsme et de leur rapacité naturelle, quoiqu'ils n'aspirent qu'à leur propre commodité, quoique l'unique fin qu'ils se proposent d'obtenir du labeur des milliers de bras qu'ils emploient soit la seule satisfaction de leurs vains et insatiables désirs, ils partagent tout de même avec les pauvres les produits des améliorations qu'ils réalisent. Ils sont conduits par une main invisible à accomplir presque la même distribution des nécessités de la vie que celle qui aurait eu lieu si la terre avait été divisée en portions égales entre tous ses habitants ; et ainsi, sans le vouloir, ils servent les intérêts de la société et donnent des moyens à la multiplication de l'espèce. »

— Adam Smith, 1999 [1759], Théorie des sentiments moraux, Léviathan, PUF, p.257
- dans la Richesse des Nations :

« Mais le revenu annuel de toute société est toujours précisément égal à la valeur échangeable de tout le produit annuel de son industrie, ou plutôt c’est précisément la même chose que cette valeur échangeable. Par conséquent, puisque chaque individu tâche, le plus qu’il peut, 1° d’employer son capital à faire valoir l’industrie nationale, et 2° de diriger cette industrie de manière à lui faire produire la plus grande valeur possible, chaque individu travaille nécessairement à rendre aussi grand que possible le revenu annuel de la société. À la vérité, son intention, en général, n'est pas en cela de servir l'intérêt public, et il ne sait même pas jusqu'à quel point il peut être utile à la société. En préférant le succès de l'industrie nationale à celui de l'industrie étrangère, il ne pense qu'à se donner personnellement une plus grande sûreté ; et en dirigeant cette industrie de manière à ce que (sic) son produit ait le plus de valeur possible, il ne pense qu'à son propre gain ; en cela, comme dans beaucoup d'autres cas, il est conduit par une main invisible à remplir une fin qui n'entre nullement dans ses intentions ; et ce n'est pas toujours ce qu'il y a de plus mal pour la société, que cette fin n'entre pour rien dans ses intentions. Tout en ne cherchant que son intérêt personnel, il travaille souvent d'une manière bien plus efficace pour l'intérêt de la société, que s'il avait réellement pour but d'y travailler. Je n'ai jamais vu que ceux qui aspiraient, dans leurs entreprises de commerce, à travailler pour le bien général, aient fait beaucoup de bonnes choses. Il est vrai que cette belle passion n'est pas très commune parmi les marchands, et qu'il ne faudrait pas de longs discours pour les en guérir. »

— Adam Smith, Recherches sur la nature et les causes de la richesse des nations, Livre IV, ch. 2, 1776 ; d'après réédition, éd. Flammarion, 1991, tome II p. 42-43.
Dans le domaine socio-économique qui est celui de la deuxième et de la troisième occurrence, cette formule évoque l'idée que des actions guidées par notre seul intérêt peuvent contribuer à la richesse et au bien-être commun. Malgré sa place très modeste dans l’œuvre de Smith, cette expression est devenue très populaire, au point de faire l'objet de nombreux commentaires et de nombreuses interprétations, dont certaines portent sur le sens qu'elle avait pour Smith dans le contexte de son époque, et la plupart sur les usages qui en ont été faits postérieurement par d'autres auteurs.
Les diverses interprétations, au moins quatorze, seront examinées plus loin. Une des causes du foisonnement des interprétations tient au fait que Smith écrit au moment où la controverse autour du système de l'optimisme de Leibniz est très vive. Dès lors se pose la question de savoir si la « main invisible » est ou non la métaphore de quelque chose de proche de ce système. L'autre raison à la multiplicité des interprétations tient à leurs conséquences pratiques tant au niveau économique que politique, c'est ce que nous appellerons par la suite, les enjeux.

## Diverses interprétations de la main invisible

### Classification de Grampp
Grampp a recensé neuf façons d'interpréter la main invisible, interprétations proposées par des chercheurs :
1. La force qui fait de l'intérêt de l'un, l'intérêt des autres. C'est ce qu'Élie Halévy appelle l'« harmonisation naturelle des intérêts ». C'est aussi l'interprétation la plus répandue, nous y reviendrons plus loin. Elle a été notamment défendue par Cropsey[5] et Sugden[6].
2. Le mécanisme des prix. C'est une interprétation presque aussi commune que la précédente, nous l'étudierons plus en détail ultérieurement.
3. Une métaphore de l'idée de conséquences inattendues. Pour Grampp (2000, p. 446), c'est celle des néo-autrichiens. Vaughn (1987, p. 997) écrit : « La “main invisible” est une métaphore utilisée par Smith pour désigner le principe par lequel un ordre social bénéfique émerge des conséquences inattendues des actions individuelles des êtres humains[7] ».
4. La concurrence. C'est ce qu'affirme Rosenberg[8] mais pour Grampp[9], rien dans l'œuvre de Smith ne viendrait étayer cette thèse. Bruno[10] partage cette position et écrit qu'« on ne peut pas la comparer non plus à la concurrence pure et parfaite ».
5. L'avantage mutuel à l'échange. Cette interprétation est celle de Frank Knight[11]. Pour Grampp[12], cette idée se trouve déjà chez Cicéron, auquel Smith aurait aussi pu reprendre une idée ou deux sur les bénéfices de la division du travail et du bien-être matériel.
6. Une plaisanterie ou une métaphore ironique. C'est l'interprétation d'Emma Rothschild (2001). Ce point est développé plus loin.
7. Un processus évolutionniste. Cosmides et Tooby (1994) pensent que la « main invisible » est le processus par lequel les êtres humains acquièrent la connaissance, les savoir-faire et les habitudes qui les conduisent, quand ils achètent et vendent, à maximiser leur intérêt et celui de leur pays. Pour Grampp[13], ces thèmes ne sont pas étrangers à Smith, mais ils n'ont rien à voir avec la « main invisible ».
8. Une force providentielle[13]. C'est l'interprétation de Jacob Viner[14] de Spiegel (1979) et d'Evensky (1993).
9. La force qui restreint les exportations de capital et contribue à la sécurité d'un pays. Interprétation proposée par Persky (1989).

Un des mérites de l'article de Grampp (2000) est d'insister sur le fort pouvoir rhétorique et la grande capacité d'évocation de l'expression « main invisible », montre que parfois, nous l'interprétons davantage en fonction de l'idée que nous en avons que de ce que Smith a réellement écrit. Toutefois, la typologie de Grampp mélange des interprétations de niveaux différents, et c'est là aussi sa faiblesse. En effet, alors que certaines interprétations fixent un cadre général de pensée ou font de la « main invisible » une métaphore d'un tel cadre, d'autres sont bien plus techniques, tandis que d'autres encore visent surtout à minimiser la portée « réaliste » de la « main invisible » ou à dissocier les différentes occurrences de l'expression.
Aux interprétations inventoriées par Grampp sont venues s'ajouter celle émanant de Grampp lui-même, et celles, souvent récentes, d'économistes et de philosophes français.

### «Mains invisibles»,oratorioou variations sur un thème?
Grampp (2000) s'interroge sur le fait de savoir si les trois références à la « main invisible » (que l'on trouve respectivement dans l'History of Astronomy, la Théorie des Sentiments moraux et dans la Richesse des nations) forment un oratorio, c'est-à-dire si nous devons les interpréter comme se référant toutes à un même principe, ou si, au contraire, elles sont des variations sur un thème non joué, c'est-à-dire si derrière les mêmes mots se cachent en réalité des principes différents. Il suit là une voie ouverte par Macfie (1971).
- La « main invisible de Jupiter », et la « main invisible » modèle dix-huitième siècle. Macfie, dans l'article The Invisible Hand of Jupiter (1971), soutient que l'école écossaise du XVIIIe siècle aurait fait des interprétations de l'histoire proche de celle de Giambattista Vico, qui distinguait l'âge des dieux, l'âge des héros et l'âge des hommes. Aussi, pour Macfie[17], la « main invisible de Jupiter » symboliserait l'intervention capricieuse et incompréhensible des dieux de l'Antiquité, liée à l'âge de la « superstition ». Au contraire, la « main invisible » serait, elle, plus en phase avec l'idée de Dieu ou de l'Être Suprême[18] telle qu'elle se développe au XVIIIe siècle, et servirait à préserver l'Ordre naturel. De sorte qu'elle deviendrait, dans la Théorie des sentiments moraux (TSM) et la Richesse des Nations (RDN), l'instrument de « l'auteur de la nature qui gouverne et anime l'entière machine de l'Univers »[19]. Pour cet auteur, le passage de la TSM, beaucoup plus que celui des fins non-intentionnelles de la RDN, serait un excellent exemple de l'effort fait par Smith pour lier ensemble les arguments théologiques, juridiques et éthiques dans ce qui serait son interprétation du « grand système de la nature ».

- Trois variations sur un thème non joué (Grampp 2000). Cet auteur va plus loin que Macfie. Il distingue trois mains invisibles différentes, et proclame qu'il continuera à penser ainsi jusqu'à ce qu'il ait été démontré, à partir de ce que Smith a réellement écrit, qu'il y a une relation entre elles[20]. Dans son article, il interprète la « main invisible de Jupiter » d'une façon proche de Macfie. Celle de la TSM lui pose visiblement des problèmes, pour au moins trois raisons : c'est une composante de l'ordre naturel, il trouve le livre « énigmatique » (puzzling), et surtout, ce livre ne dissocie pas l'économie de l'éthique. Il écrit à ce propos : « Le sujet de la Théorie des sentiments moraux porte sur la façon dont nous formons nos jugements éthiques, ce qui peut ou non intéresser les économistes »[21]. Il opte assez clairement pour la seconde solution et semble penser que les économistes ne sont pas intéressés par les jugements éthiques : « ce qui les intéresse, c'est la distribution des revenus, et c'est aussi un sujet du livre ». La main invisible de la RDN, la seule qui, selon lui, intéresse les économistes, guide l'intérêt personnel des industriels ou des marchands non dépourvus de bon sens qui, après avoir calculés le taux de retour des affaires réalisée sur le territoire national et en dehors, optent, une fois incluse une prime de risque, pour leur pays[22]. Il y a chez Grampp une volonté de réduire la place de la main invisible, démarche qui n'est pas sans évoquer les auteurs que nous allons maintenant aborder.

### Concept marginal dans l'œuvre d'Adam Smith?
Pour Élie Halévy, la main invisible occupait vraiment une place centrale dans l'œuvre de Smith. Cette assertion a été récemment contestée de façon radicale par Emma Georgina Rothschild (en), et, de façon plus feutrée, par Michaël Biziou. Pour comprendre cette opposition, il faut se rappeler qu'il existe une double lecture de Smith : l'une « conservatrice » avec Edmund Burke, l'autre « progressiste » avec Thomas Paine, Mary Wollstonecraft ou encore James Mackintosh. Emma Rotschild rapproche Smith de Nicolas de Condorcet et elle se réclame d'un « libéralisme progressiste ». C'est peut-être cela qui l'amène à minimiser le rôle de la main invisible. Philippe Raynaud, dans une recension de ce livre, doute qu'on puisse évacuer aussi facilement la « main invisible », laquelle participe d'une tension à l'intérieur du libéralisme entre conservatisme et progressisme et « permet de mettre au service d'une vision immanente de l'ordre social, des schèmes “providentialistes” traditionnellement utilisés pour défendre une vision hiérarchique et théologico-politique de l'autorité politique ».
- La « main invisible » comme métaphore ironique. C'est la thèse d'Emma Rothschild[25] : « Ma suggestion sera que l'attitude de Smith face à la « main invisible » est similaire et ironique, les trois fois. Il est amusé par les polythéistes qui croient à la main invisible de Jupiter dans l’History of Astronomy ; dans la Théorie des sentiments moraux et la Richesse de nations, il est amusé par les individus qui sont conduits par la main invisible (la main qu'ils ne peuvent pas voir, ou la main dans leur dos) »[26].

- La « main invisible » comme métaphore rhétorique du libéralisme de Smith. Pour Michaël Biziou[27], « la métaphore de la main invisible, elle, a ceci de particulier qu'elle ne peut être interprétée que comme illustrant la causalité finale. La “main invisible” ne peut être que la main de l'artisan qui a créé la machine mécanicienne. C'est là toute sa valeur rhétorique, ce qui la rend si remarquable pour l'esprit du lecteur… Mais, il n'en reste pas moins que, du point de vue de l'explication scientifique des phénomènes humains, elle n'ajoute strictement rien à l'idée des conséquences inattendues se produisant selon le mécanisme aveugle de la causalité efficiente… Il faut en conclure que l'économie politique de Smith ne dépend pas, épistémologiquement parlant, de son théisme… Voilà pourquoi, en fin de compte, il est erroné d'accuser le libéralisme de Smith d'être une religion du marché reposant sur la foi dans le Dieu de la main invisible »[28].

### Interprétation non leibnizienne de la «main invisible»
Les interprétations précédentes supposent le plus souvent, soit en l'acceptant soit en le rejetant, que la main invisible devait s'interpréter dans le cadre d'une harmonie naturelle des intérêts, et donc, dans le cadre du « système de l'optimisme » qui découle en grande partie de la théodicée de Leibniz, auteur dont Jon Elster (1975) a montré l'influence sur la formation du capitalisme. Dès lors, deux questions se posent : Smith est-il un tenant du système de l'optimisme, et sinon, une interprétation non leibnizienne de la main invisible est-elle possible ?
Smith n'utilise pas la notion de monade mais celle de « vice-gerents ». Pour Clavé, « si l'on s'interroge sur ce qui différencie la monade du « vice-gerent », on voit que l'une est directement liée à Dieu ou à la Nature, dont il est une émanation et qui lui confère son autorité, alors que l'autre n'est qu'une essence, qui a une certaine autorité mais qui n'est pas directement lié à la divinité ». Sur le plan politique, le terme « vice-gerent » est employé au XVIIe siècle par les protestants anglais en lutte contre l'absolutisme royal, pour signifier que le roi ne tient pas directement le pouvoir de Dieu mais que, comme tous les hommes, il a en lui des semences du pouvoir souverain. Ce qui chagrine Smith dans les « vice-gerents », c'est qu'ils ont tendance à nous faire davantage apprécier la vertu que cela ne serait nécessaire, et qu'ils tendent trop à limiter les intérêts et les passions, moteurs de l'activité humaine. Clavé se demande si cela ne vient pas du fait que, chez Smith, il existe à côté de la droite raison une raison trompeuse.
Alors que la maximisation est un principe fondamental de l'architectonique du « système de l'optimisme », en particulier dans sa version malebranchienne, ce thème est peu présent chez Smith et, pour lui, le marché est plutôt un lieu destiné à amener les passions à la mesure.
Dès lors, comment interpréter la main invisible ? Clavé remarque que selon Arendt, « à Rome, le mot utilisé pour indiquer un commandement divin était numen qui vient de nuere, “hocher la tête affirmativement” » et que « pour les romains, les auspices délivrés par les augures, à la différence des oracles grecs qui indiquaient le futur, révélaient seulement l'approbation ou la désapprobation des dieux ». Par ailleurs, en révélant leur accord, Arendt note que les dieux « “augmentent” et confirment les actions humaines, mais ne les commandent pas » (citation in Clavé, 2005, p. 62). Ainsi pour Clavé, la main invisible n'est pas un mécanisme qui harmoniserait automatiquement les intérêts. Elle montre simplement aux hommes que certaines actions, dont ils pourraient douter de l'intérêt, ont également des aspects positifs dont il convient de tenir compte. Cet auteur écrit que la « main invisible de Jupiter » se réduit à un simple hochement de tête sans qu'aucune justification ne soit fournie, tandis que la « main invisible » de la RDN et de la TSM possède une faculté d'accorder aux actes, ou de signaler, une plus-value ou un surplus de bienveillance qui les désigne à notre jugement. Elle peut être interprétée comme une norme, à partir de laquelle s'exerce la faculté de juger pour améliorer la situation des hommes. Cette interprétation semble d'autant plus en phase avec la pensée de Smith que Biziou souligne que, lorsque Smith utilise l'adjectif anglais « liberal », il l'emploie à la fois au sens de généreux et de liberality, terme qui décrit « une disposition d'esprit capable de former librement des jugements ».

### Travaux des chercheurs français: «Shaking the Invisible Hand»[35]
Pour Jean-Pierre Dupuy : « la tradition pensait que les intérêts pouvaient “contenir”, c'est-à-dire endiguer les passions, au sens qu'ils en sont infectés. Le virus de la contagion est en eux. Et si chez Smith l'économie contient la violence – c'est cela, la “main invisible” – c'est dans le double sens du verbe “contenir” ». Pour cet auteur : « la main invisible, principe d'“ordre à partir du désordre”, est en définitive la figure même de la transcendance à partir de l'immanence ».
En partie à la suite de Jean-Pierre Dupuy, une part non négligeable de la recherche française sur Smith n'a pas directement porté sur la « main invisible », mais plutôt sur l'articulation de concepts smithiens facteurs d'harmonie sociale tels que la sympathie, le spectateur impartial ou la division du travail. La façon dont Alain Bruno (2001 p. 83) interprète la « main invisible » semble relativement représentative d'une partie de ces travaux. Alain Bruno écrit au sujet de « main invisible » : « C'est une abstraction sociale, comme l'est le spectateur impartial qui s'exprime et s'anime dans l'expérience et l'action concrète des individus. Cependant, là où le spectateur impartial est une norme sociale qui sert à mesurer les écarts des comportements individuels pour déclencher ou non de la sympathie, la main invisible est l'expression de la différenciation des pratiques individuelles et du “jeu social” qu'elles mettent en œuvre ». Mais n'est-ce pas là trop négliger la « transcendance à partir de l'immanence » dont parle Jean-Pierre Dupuy ?

## Enjeux économiques et politiques

### Main invisible et politique
Lorsque Smith commence à écrire son œuvre, la querelle entre les opposants et les tenants du « système de l'Optimisme » (dont les principaux concepteurs sont Malebranche et surtout Leibniz) bat son plein. Rappelons que D'Alembert dans l'Encyclopédie définit le système de l'optimisme comme « l'opinion des philosophes qui prétendent que ce monde-ci est le meilleur que Dieu pût créer, le meilleur des mondes possibles ». Faut-il, dès lors, interpréter la main invisible dans le cadre du « système de l'optimisme » ou dans une autre approche, plus en phase avec en France, la philosophie de D'Alembert, et en Angleterre avec celle de Newton et des penseurs des révolutions anglaises du XVIIe siècle et de certains des néo-platonistes de Cambridge, c'est-à-dire de ceux que Clavé (2005) appelle les tenants d'une « architectonique cicéro-platonicienne » ?
- Si la « main invisible » est interprétée comme une métaphore de ce qu'Halévy nomme « l'harmonie naturelle des intérêts » et est considérée comme une « expression imagée employée par A. Smith pour désigner le processus naturel par lequel la recherche par chacun de son intérêt personnel concourt à l'intérêt général »[39], alors le marché est autorégulateur et l'intervention du gouvernement en économie n'est pas souhaitable. Dans le champ politique au contraire, il y a souvent chez les auteurs favorables au laisser-faire économique, tel Edmund Burke, l'idée d'« une certaine magnificence de l'État » (Philippe Raynaud[40]) qu'on ne retrouve pas chez Smith. On pourrait dire qu'ici, il y a deux transcendances fortes, l'une dans le domaine économique, l'autre dans le domaine politique de sorte qu'il est important de bien délimiter leurs domaines respectifs. Ce sera le problème du libéralisme à la fin du XIXe siècle.

- Si la « main invisible » est interprétée dans un cadre non leibnizien, alors, tant en économie qu'en politique, on trouve seulement une tendance à l'harmonie liée à une transcendance non pas d'imposition mais d'appel à la faculté de juger des hommes. Dans ce cas, ni en politique ni en économie, il n'y a « laissez-faire ». Par contre, il y a appel à un gouvernement libéral de type non hobbésien proche des conceptions des penseurs de la Première Révolution anglaise, de la Glorieuse Révolution anglaise du XVIIe siècle et de Locke. Pour Delemotte (2002) et Clavé (2003), Smith serait à classer dans cette dernière catégorie.

- Les auteurs sont en général d'accord pour considérer avec Jean-Pierre Dupuy[37] que la « main invisible » est « la figure même de la transcendance à partir de l'immanence » la discussion portant davantage sur la forme et le degré. De sorte qu'il existe une tension à l'intérieur de la pensée de Smith et du libéralisme entre conservatisme et progressisme. Aussi, certains auteurs tendront-ils à minimiser son importance dans l'œuvre de Smith afin de mieux dissocier Smith de conservateurs comme Burke.

### «Main invisible», concept repris par les néoclassiques
L'école néoclassique reprend le terme de main invisible dans le modèle de concurrence pure et parfaite (et tous les modèles dont le cadre institutionnel est fait d'agents preneurs de prix et d'un centralisateur bénévole faiseur de prix).

#### Concept
- Si vous ne connaissez pas le sujet, laissez ce bandeau (vous pouvez alors contacter les auteurs).
- Si vous supprimez le contenu mis en cause (vous pouvez préalablement contacter les auteurs),

argumentez précisément cette suppression dans la page de discussion
(un manque de référence n'est pas un argument ; une recherche réelle de référence doit avoir été effectuée, être formellement documentée).
La théorie de la main invisible affirme alors que si chaque consommateur peut choisir librement ses achats et si chaque producteur peut choisir librement les produits qu'il vendra et la façon de les produire, alors, le marché évoluera vers une situation mutuellement bénéfique pour tous les agents (ce que refutent aisément de simples exemples de théorie des jeux, par exemple le problème des marchands de glaces).
La justification empirique de cette théorie est que le penchant égoïste des individus va conduire chaque individu à se comporter d'une manière qui sera bénéfique pour la société. Les firmes choisiront les méthodes de production les plus efficaces afin de maximiser leur profit. Les prix de vente sont réduits sous l'effet de la concurrence sur les marchés. Les agents investiront dans les industries qui ne parviennent pas à satisfaire la demande et qui fournissent donc les retours sur investissement les plus élevés. Dans les secteurs en surproduction, les agents se retireront sous l'effet de profits nuls ou négatifs. Dans le domaine de l'éducation, les étudiants sont amenés à choisir les carrières qui manquent de travailleurs donc les plus rémunératrices.
Tous ces effets auront lieu automatiquement, sous l'effet d'une "main invisible". Cette théorie ne s'appliquera plus lorsque des actions des agents produisent des externalités ; l'intervention de l'État est alors nécessaire.
Le concept a été élargi dans la théorie des mécanismes d'incitation.

#### Une reprise des idées de Smith?
Pour certains penseurs néoclassiques, ce modèle de mécanisme des prix serait une modélisation du concept de main invisible d'Adam Smith dans la Richesse des Nations.
- Kenneth Arrow et F.H. Hahn (1971) écrivent «…La “main invisible” d'Adam Smith est une expression poétique de la plus fondamentale relation d'équilibre économique, l'égalisation des taux de revenu imposée par la tendance des facteurs de passer de bas à de forts taux de revenu »[43].
- Kenneth Arrow[44] : « En fait, la vue classique avait beaucoup à dire sur le rôle de la connaissance, mais d'une façon très spécifique. Elle insistait sur le fait qu'un système complet de prix requérait des individus de connaître très peu l'économie hormis son domaine privé de production et de consommation. La plus profonde observation de Smith fut que le système fonctionnait dans le dos des participants ; la « main » directrice est « invisible ». Implicitement, l'acquisition de connaissances était tenue pour être coûteuse »[45].

- Le concept de vérité des prix va en ce sens : ne pas interférer avec le mécanisme normal des prix afin de ne pas induire des décisions d'apparence heureuse et qui seraient en fait nuisibles à la communauté, que celle-ci soit l'entreprise, le pays ou la planète.

Cependant, cette interprétation des idées d'Adam Smith est sujette à des questionnements.
- Pour Jean Reibel[46] main invisible et mécanisme des prix n'ont rien en commun. Il écrit : « Il ne s'agit nullement d'un mécanisme de prix permettant aux plans individuels de s'harmoniser de façon optimale. ... Au contraire, elle (la main invisible) ne représente pour Smith qu'une heureuse coïncidence rendant les plans microéconomiques des agents socialement bénéfiques ». De façon similaire, Grampp[47] répond à ceux qui prétendent que la « main invisible » est le mécanisme des prix que chez Smith le marché et la « main invisible » sont deux choses distinctes.
- Par ailleurs le fait que la « main invisible agisse dans le dos des hommes » a suscité des réserves chez les ordolibéraux, comme les interventions de Michaël Polanyi et d'Alexander Rüstow durant le colloque Walter Lippmann le montrent. Pour Rüstow l'antipathie dont souffre le libéralisme vient du fait qu'il a sécularisé au XVIIIe siècle « une croyance d'origine théologique remontant, par-delà le Portique, à Héraclite, en la raison divine du monde, invisible et inconnue, agissant derrière le dos des intéressés comme une loi naturelle, raisonnable et salutaire »[48].
- Plus simplement, le prix Nobel d'économie Joseph E Stiglitz invite à nouveau en 2003 à ne pas surestimer la portée de ce concept : « Si c'était une vérité absolue, la morale n'aurait plus aucun contenu. Nous n'aurions jamais à nous demander : qu'est-il juste de faire ? Il nous suffirait de nous poser la question : que voulons-nous faire, qu'est-ce qui nous ferait plaisir ? On pourrait dire que les entreprises ont été nourries avec ce double langage. »[49].

### «Mains invisibles» contre le néoliberalisme
D'après Noam Chomsky nous sommes censés vénérer Adam Smith mais non le lire car, en réalité, il postulait déjà que la sympathie était la valeur humaine centrale, et qu'il fallait donc organiser la société de façon à satisfaire cet élan naturel des êtres humains pour la sympathie, le soutien mutuel (voir L'Entraide). En fait, son argument crucial supposé en faveur des marchés, conduirait à l'égalité parfaite. La célèbre expression de Smith sur la « main invisible » n'apparaît qu'une fois dans La Richesse des nations et dans le contexte d'un raisonnement contre ce que nous appelons aujourd'hui le néolibéralisme. Smith dit que si les industriels et les investisseurs anglais importaient et investissaient outre-mer plutôt que chez eux, ce serait nuisible à l'Angleterre. Autrement dit, s'ils suivaient ce que nous nous appelons aujourd'hui « les principes d'Adam Smith », cela serait nuisible à l'Angleterre. Mais poursuit-il, il n'y a aucune raison de redouter ce scénario, car « à égalité de profit ou à peu près, tout marchand en gros préférera naturellement le commerce intérieur au commerce étranger de consommation ». C'est-à-dire que chaque capitaliste britannique préférera, individuellement, utiliser des biens produits sur le territoire national et investir dans son pays. Ainsi, comme s'il était « conduit par une main invisible à remplir une fin qui n'entre nullement dans ses intentions », il conjurera la menace de ce qu'on appelle aujourd'hui le néolibéralisme. L'économiste David Ricardo a avancé un argument tout à fait semblable. Selon cette interprétation, Smith et Ricardo avaient tous deux compris qu'aucune de leurs théories ne fonctionnerait s'il y avait une libre circulation et un libre investissement des capitaux.

## Critiques

### Howard Bowen
Parmi les économistes keynésiens, il faut noter Howard Bowen, qui cherche dans son ouvrage fondateur Social Responsibilities of the Businessman (1953) à apporter une réponse à une question ancienne qui demeure d'actualité : comment peut-on contrôler et réguler l'entreprise privée dans le sens de l'intérêt public ? Bowen propose quatre mécanismes de réponses : la concurrence ; la régulation publique ; les contre-pouvoirs tels que syndicats, organisations de consommateurs, coopératives ; l'auto-régulation. L'optimum est obtenu par la conjugaison de l'ensemble de ces mécanismes. La Responsabilité sociétale des entreprises (RSE) permet d'articuler ces quatre réponses à condition de respecter deux contraintes incontournables :
- le dirigeant doit renoncer à son système de valeurs personnel au profit de normes en vigueur dans les communautés où agit son entreprise ;
- la profession de manageur de grande firme entraîne non pas l'abolition mais le renversement de la théorie de la main invisible d'Adam Smith. Ce n'est plus le marché qui permet d'atteindre le bien commun mais au contraire, c'est viser le bien commun qui est la condition préalable au maintien de la libre entreprise, surtout lorsque le pouvoir de ses dirigeants devient planétaire[53].

### Robert Shiller
Le concept de main invisible, utilisé largement par les économistes libéraux pour justifier les politiques de « laisser faire », est aujourd'hui très critiqué par de nombreux économistes dont Robert Shiller, Prix de la Banque de Suède en sciences économiques en mémoire d'Alfred Nobel en 2013, qui pointe la responsabilité de ce genre de politique dans la crise économique de 2007-2008, crise qui a nécessité l'intervention massive et coordonnée des États et des banques centrales pour en limiter les effets dévastateurs.

### Thomas Piketty
L'économiste français Thomas Piketty admet certes que la main invisible existe et que les déséquilibres se résorbent, cependant il pointe du doigt la durabilité de certains déséquilibres provoquant une baisse d'utilité prolongée, ce qui pourrait être évité par des interventions non-marchandes. Il prend notamment l'exemple du marché immobilier résorbant ses déséquilibres sur des décennies et l'exemple de la famine irlandaise du XIXè siècle, qui aurait pu être évitée par l'envoi de nourritures de la Grande-Bretagne vers les sites en crise sans attendre la venue de nouveaux producteurs de grain.

### Christian Felber
D'après l'économiste de nationalité autrichienne Christian Felber, les bienfaits de l'égoïsme amenant à un bienfait sociétal n'est pas nécessairement garanti, la réussite d'un individu n'est pas que dépendante de ses propres bons résultats, mais également de celles d'autrui ; on pourrait dès lors être incité à saboter stratégiquement ses opposants, ce qui amènerait à une situation non-optimale. Il propose au contraire l'application d'une main visible, soit des incitations ou désincitations économiques par des réglementations démocratiques et indépendantes du pouvoir de l’État.